# Racławice
Racławice (pronunciado /rat͡swaˈvit͡sɛ/) es un pueblo ubicado en el voivodato de Pequeña Polonia del sur de Polonia. Se hizo famoso después de la victoriosa batalla de Racławice (1794) durante la insurrección de Kościuszko. Es la sede de la comuna (gmina de Racławice) dentro del distrito de Miechów. Se encuentra aproximadamente a 15 kilómetros al este de Miechów y 37 km al noreste de la capital regional de Cracovia.
El sitio de la batalla es uno de los Monumentos Históricos nacionales oficiales de Polonia (Pomnik historii), designado el 1 de mayo de 2004. La Junta de Patrimonio Nacional de Polonia lo mantiene su listado.

## Historia
En el siglo XIV, en la colina de Górka Kościejowska, también conocida como el "Castillo", se alzaba una pequeña fortaleza. La evidencia se encuentra en forma de cimientos de pared que han sobrevivido hasta nuestros días. El nombre Racławice probablemente proviene del nombre del dueño de la propiedad, el caballero Racław. Aparece por primera vez en las Kronikach ("Crónicas") de Jan Długosz, donde hay información de que en 1410 los campesinos de Racławice llevaron carne de res y carne de venado en barriles al campamento del rey Vladislao II, que se encontraba cerca de Sandomierz. El alférez Marcin de Wrocimowice, un personaje conocido tras la batalla de Grunwald, provenía del pueblo de Wrocimowice, cercano a Racławice.
Durante el insurrección de Kościuszko, el pueblo pertenecía a Walery Wielogłowski, el escudo de armas de Starykoń, y su corte se encontraba frente a la iglesia desde el oeste. La finca Wielogłowski también incluía granjas más pequeñas con casas señoriales en Janowiczki y Dziemierzyce.
El 4 de abril de 1794, cerca de Racławice, el ejército insurgente polaco al mando de Tadeusz Kościuszko derrotó al ejército ruso bajo el mando del general Alexander Tormasov.
En abril de 1937, durante una protesta campesina en el pueblo durante la intervención de la policía estatal, tres campesinos fueron asesinados.
En los años 1976-1991, la ciudad era la sede de la comuna Racławice-Pałecznica. En los años 1975-1998, lo era del voivodato de Kielce.

## Rerefencias
1. ↑  Worldpostalcodes.org,código postal n.º 32-222.
2. ↑  Giza, Stanisław (1967). Kalendarz wydarzeń historii ruchu ludowego 1895–1965 (en polaco). Varsovia. p. 131.

- Datos: Q1962211
- Multimedia: Racławice, powiat miechowski / Q1962211